# Franci Cerar
Franci Cerar, slovenski pisatelj in pesnik, * 5. november 1945, Ljubljana.

## Življenje in delo
Po končani osnovni šoli v Tržiču se je v Ljubljani izšolal za farmacevtskega tehnika in se po odsluženem vojaškem roku zaposlil v tržiškem BPT-ju kot mojster oplemenitilnice in laborant. Pisati je začel že v mladosti in še danes občasno rad ubesedi kako humoresko ali znanstveno-fantastično zgodbico. Domuje v Bistrici pri Tržiču.
V najbolj plodnem obdobju, zlati dobi znanstvene fantastike na Slovenskem (sedemdesetih in osemdesetih letih dvajsetega stoletja), je precej objavljal v rubriki Nedeljskega dnevnika Skok v tretje tisočletje, Mladini, Tedenski tribuni, Pavlihovem mesečniku za humor Meh za smeh in legendarnem zagrebškem Siriusu, kjer je objavil štiri zgodbe. V antologiji znanstveno-fantastične proze slovanskih narodov Kako je bil rešen svet Tehniške založbe Slovenije je bila objavljena njegova kratka zgodba Reklama, kar nekaj del pa je objavil tudi v glasilih Tržičan, Tržiški tekstilec, mladinskem glasilu Tangenta in njegovi literarni prilogi Nihalo ter v Občasniku, ki ga je izdajala Sekcija za spekulativno umetnost v študentskem naselju v Rožni dolini v Ljubljani.

## Nagrade
Na nagradnem natečaju Tedenske tribune za najboljšo humoresko in satiro je 1. aprila 1972 prejel 2. nagrado za satiro Novi izum, ki je bila kasneje istega leta v omenjeni publikaciji objavljena pod naslovom Izumi, iz drugih objav pa je poznana tudi pod naslovom Izumi skromnega mladeniča.

## Dela
- Izumi (Tedenska tribuna, 17.5.1972)(COBISS)
- Izumi skromnega mladeniča (Nedeljski dnevnik, rubrika Skok v tretje tisočletje, 9.4.1978)(COBISS)
- Reklama (Nedeljski dnevnik, rubrika Skok v tretje tisočletje, 16.4.1978)(COBISS)
- Srečanje bogov (Nedeljski dnevnik, rubrika Skok v tretje tisočletje, 6.8.1978)(COBISS)
- Marek, seme vesolja (Nedeljski dnevnik, rubrika Skok v tretje tisočletje, 1.10.1978)(COBISS)
- Planet Korneliusa Cluteja (Nedeljski dnevnik, rubrika Skok v tretje tisočletje, 5.11.1978)(COBISS)
- Umor targumskega diplomata (Nedeljski dnevnik, rubrika Skok v tretje tisočletje, 11.2.1979)(COBISS)
- Drugo rođenje (Sirius, št. 39, september 1979)
- Beseda (Nedeljski dnevnik, rubrika Skok v tretje tisočletje, 30.9.1979)(COBISS)
- Izumi skromnog mladca (Sirius, št. 40, oktober 1979)
- Drugo rojstvo (Nedeljski dnevnik, rubrika Skok v tretje tisočletje, 6.1. 1980)(COBISS)
- Peta ledena doba (Nedeljski dnevnik, rubrika Skok v tretje tisočletje, 12.10.1980)(COBISS)
- Ubogi čovjek (Sirius, št. 43, oktober 1980)
- Ubojstvo targumskog diplomata (Sirius, št. 54, 6. MINI YU SIRIUS, december 1980)
- Eliksir mladosti (Nihalo, 8.2. 1981)(COBISS)
- Kaplje v ognju (Nihalo, 8.2. 1981)(COBISS)
- Pravljica (Nedeljski dnevnik, rubrika Skok v tretje tisočletje)(COBISS)
- Erik še živi (Nedeljski dnevnik, rubrika Zgodba za vas)(COBISS)
- Pred uporabo dobro premisli (Občasnik spekulativne umetnosti in fantastike)(COBISS)
- Energetska kriza v kameni dobi (Meh za smeh 1, Pavlihov mesečnik za humor)(COBISS)
- Daj lenemu ... daj pridnemu (Meh za smeh 1, Pavlihov mesečnik za humor)(COBISS)
- Rega-rega (Meh za smeh 2, Pavlihov mesečnik za humor)(COBISS)
- Peta ledena doba (Mladina)(COBISS)
- Revolucija (Mladina)(COBISS)
- Reklama (Kako je bil rešen svet: znanstvenofantastična proza slovanskih narodov, Tehniška založba Slovenije, 1985)(COBISS)
- Pred uporabo dobro premisli, znanstveno-fantastična proza (2017)
- Visok pritisk, humoreske in satire (2017)